# Coralie Clément (chanteuse)
Pour les articles homonymes, voir Coralie Clément, Clément et Biolay.
Coralie Clément, née Coralie Biolay le 1er septembre 1978 à Villefranche-sur-Saône, est une chanteuse française.

## Biographie

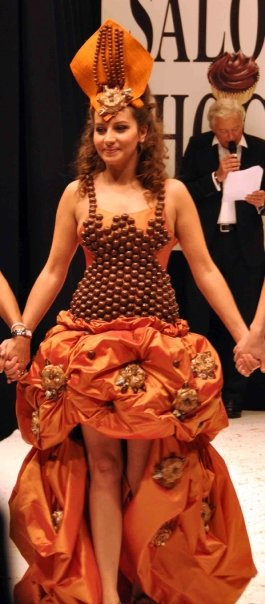
Coralie Clément au salon du chocolat 2009.

Issue d'une famille de musiciens, arrière-petite-fille de l'inventeur de l'opinel, son père est clarinettiste et elle est la sœur de Benjamin Biolay. Elle commence à pratiquer le violon à 6 ans et arrête à l'adolescence.
Ses inspirations musicales sont Françoise Hardy, Jane Birkin ou encore Serge Gainsbourg. Plutôt qu'un chant à proprement parler, son style se caractérise par un murmure mélodique sans timbre, à l'instar d'une Jane Birkin ou d'une Carla Bruni.
C'est donc un peu par hasard que son frère lui fait chanter plusieurs chansons qu'il a écrites. Et c'est ainsi que parallèlement à ses études d'histoire à l'Université Lyon III, elle enregistre treize chansons qui constitueront son premier album écrit par son frère.
Son deuxième album sort en février 2005.  Écrit en collaboration avec son frère Benjamin Biolay et son compagnon Daniel Lorca du groupe Nada Surf, il est nettement plus rock, à l'instar du single Jeu du foulard.  Une tournée s'ensuivra.
En 2006, son site annonce qu'un nouvel album a été enregistré.  Écrit par Benjamin Biolay, il s'intitule Toystore.  Un EP de quatre titres, C'est la vie, sort le 30 juin 2008.  L'album sort en octobre 2008 et contient un duo avec Étienne Daho sur Je ne sens plus ton amour. Il a été écrit, composé et produit par Benjamin Biolay (qui joue également de l'ensemble des instruments). L'album est moins rock que le précédent et de nombreux instruments enfantins sont utilisés. Deux textes ont été écrits par Chiara Mastroianni.
En février 2011, elle met au monde une fille prénommée Iris, née de son union avec le compositeur Marc Chouarain.  
En 2013, elle publie sous le nom de Coralie Biolay, avec Gesa Hansen un livre-disque pour enfant Iris a trois ans.
Après cinq années d'absence, en octobre 2014 est publié l'album La Belle Affaire. Une première chanson portant ce nom l'avait précédé en juillet.

## Discographie

### Singles
- 2001 : L'Ombre et la Lumière (Capitol Records)
- 2002 : La Bêcheuse / Je ne Sais pas Pourquoi (Capitol Records)
- 2002 : Ça Valait La Peine (Capitol Records)
- 2005 : Indécise (Capitol Records)
- 2005 : L'Enfer (Capitol Records)
- 2005 : Kids (Capitol Records)
- 2008 : C'est la Vie (Discograph)
- 2014 : La belle Affaire (Naïve)

### Collaborations
- 2002 : Dorénavant sur la bande originale de L'Idole de Samantha Lang
- 2003 : Une chaise à Tokyo sur l'album Négatif de Benjamin Biolay
- 2003 : L'Aventurier (reprise d'Indochine) sur un single de Nada Surf
- 2003 : Days and Days sur l'album Too de Fantastic Plastic Machine
- 2005 : Le Magicien d'Oz sur l'album Voyager léger d'Hubert Mounier
- 2005 : Même si sur l'album Relax Edition 11 de Blank & Jones
- 2006 : Taste of time sur l'album Diving with Andy de Diving with Andy
- 2007 : Contradicao sur l'album Outro Lugar de Toco
- 2008 : Vis-à-vis sur l'album collectif Tombés pour Daho
- 2009 : Riesenräder sur l'album Zuhause de Kitty Hoff & Forêt-Noire
- 2010 : J'en reste là sur l'album Relax Edition Five de Blank & Jones
- 2010 : Je suis déjà partie (reprise de Taxi Girl) sur l'album Couleurs sur Paris de Nouvelle Vague.
- 2011 : Comme par désenchantement avec Jacques Duvall sur l'album Expert en désespoir
- 2012 : Don't Cry (Sweet Angel), Single en duo avec Mako
- 2013 : Days go by sur l'album Bonheur & Mélancolie (The Finest in French Pop) de Blank & Jones
- 2014 : Le Monde est petit (tiré d'It's a Small World) avec Zoé Félix sur l'album We Love Disney 2
- 2015 : In the Backyard avec Stevans
- 2017 : Jardin d'hiver sur l'album Relax Edition 10 de Blank & Jones